# 히아스코악티누스
히아스코악티누스(Hiascoactinus)는 대한민국 충남 보령시의 트라이아스기 지층에서 발견된 어류의 일종이다. 트라이아스기에 번성한 레드피엘디우스목(Redfieldiiformes)이라는 분류에 속한다.

## 발견
히아스코악티누스는 충남분지 남포층군의 아미산층에서 발견되었다. 아미산층은 트라이아스기 후기에서 쥐라기 전기 사이에 퇴적되었다고 여겨지는 지층이다. 
모식표본 KIGAM 9A56은 꼬리지느러미, 가슴, 턱 부분의 일부를 제외한 전신이 화석으로 남은 것이다. 이 표본은 대전 한국지질자원연구원 산하의 지질박물관이 보관하고 있다.

## 특징
레드피엘디우스목 중 머리가 발견된 종류들은 머리에 작은 돌기들이 줄지어 나있는 경우가 많다. 히아스코악티누스는 이 돌기가 주둥이 끝에만 집중적으로 나 있고, 그 외에는 없다. 
비늘은 마름모, 혹은 평행사변형을 닮은 모습이다. 각 비늘의 하단에는 작은 '꼬리'가 뒤로 뻗는데, 이것이 뒤에 있는 비늘 위를 살짝 덮는다.